# Amira Yahyaoui
Amira Yahyaoui (6 augustus 1984, Ksar Hadada) is een Tunesische blogger en politiek activist. Ze is de oprichter van de NGO Al Bawsala.

## Leven en familie
Yahyaoui werd geboren in Ksar Hadada als dochter van de rechter en dissident Mokhtar Yahyaoui, die ontslagen werd in 2001 nadat hij pleitte voor een onafhankelijke justitie in Tunesië. Haar neef, Zouhair Yahyaoui, econoom en oprichter van de satirische website ''TUNeZINE'', overleed in 2005, kort na zijn vrijlating uit de gevangenis. Zouhair werd vervolgd omwille van zijn strijd voor de vrije meningsuiting en werd lange tijd in gevangenschap gemarteld.

## Politiek activisme
Amira vluchtte naar Frankrijk en ging daar studeren. Ze verbleef er een tijdlang illegaal. Na de val van president Ben Ali en de Jasmijnrevolutie in 2011 verkreeg ze een paspoort van de Tunesische ambassade en keerde ze terug naar Tunesië, waar ze de NGO Al Bawsala oprichtte (Arabisch voor Het Kompas ). Deze organisatie informeert de Tunesische burgers over de acties van verkozen politici, werkt aan transparantie in de politiek, aan burgerrechten en aan richtlijnen voor goed bestuur en ethische politiek. 

## Erkenning en prijzen
Het tijdschrift Arabian Business riep Amira Yahyaoui in 2012 uit tot meest invloedrijke Tunesische in de Arabische wereld. In 2014 werd ze een Meredith Greenberg Yale World Fellow en ontving ze de jaarlijkse internationale vredesprijs van de Fondation Jacques Chirac.